# Affaire Ashley Smith
Ne doit pas être confondu avec Ashley Smith.
L'affaire Ashley Smith est une affaire judiciaire du coroner de l'Ontario, enquête menée suite au décès d'Ashley Smith, une adolescente qui s'est suicidée par strangulation le 19 octobre 2007 alors qu'elle était sous surveillance anti-suicide à l'établissement pour femmes de Grand Valley (en). Malgré la surveillance vidéo, elle réussit à s'étrangler avec un morceau de tissu, et il faudra 45 minutes avant que des surveillants n'entrent dans sa cellule pour constater sa mort. La directrice de la prison et son adjointe sont licenciées après ce décès. Bien que les quatre gardiens et superviseurs en poste lors de l'évènement aient été initialement accusés d'homicide par négligence, ces accusations sont retirées un an plus tard. La famille de Smith a porté plainte contre le Service correctionnel du Canada (SCC) ; cette affaire s'est réglée à l'amiable en mai 2011.
Le magazine d'information télévisé de la CBC The Fifth Estate a diffusé deux documentaires distincts sur la vie et la mort d'Ashley Smith. Ces films décrivent les circonstances qui ont conduit à sa mort, ainsi que certains désaccords au sein du Service correctionnel du Canada. Selon l'émission, le « Service correctionnel Canada a déposé une ordonnance de non-publication sur toutes les pièces présentées lors de l'enquête du coroner».
L'enquête est interrompue par de multiples contestations judiciaires et un changement de coroner, avant d'être finalement classée le 30 septembre 2011. Une nouvelle enquête débute, un an plus tard, le 19 septembre 2012. Le 2 décembre 2013, le coroner en chef demande au jury de commencer ses délibérations en vue de rendre un verdict sur le décès de la jeune fille. Le 19 décembre 2013, le jury du coroner rend un verdict d'homicide dans l'affaire Ashley Smith et fournit plus de cent recommandations au président de la cour.

## Biographie
Adoptée à l'âge de 5 jours, Ashley Smith (née le 29 janvier 1988 dans le Nouveau-Brunswick) a une enfance normale à Moncton, dans le Nouveau-Brunswick. Entre les 13 et les 14 ans de l'adolescente, ses parents adoptifs notent des changements de comportement significatifs chez elle. Quand elle a 15 ans, elle a comparu 14 fois devant le tribunal pour mineurs pour diverses infractions mineures telles que jeter des pommes sur un facteur, s'introduire sans autorisation dans des propriétés et provoquer divers troubles. En mars 2002, Ashley Smith est évaluée par un psychologue qui ne lui trouve aucun signe de maladie mentale. Cependant, ses problèmes de comportement persistent et elle est exclue temporairement de son collège à plusieurs reprises. En mars 2003, elle est admise au Centre Pierre Caissie de Moncton pour une évaluation. On lui diagnostique un TDAH, un trouble d’apprentissage, un trouble de la personnalité limite et des traits de personnalité narcissiques. Elle est libérée du Centre plusieurs jours plus tôt que prévu en raison de son comportement perturbateur et retourne au Centre pour jeunes du Nouveau-Brunswick (CJNB). Ashley Smith est placée en détention provisoire au CJNB à plusieurs reprises au cours des trois années suivantes ; pendant cette période, elle est impliquée dans plus de 800 incidents signalés et 1 500 tentatives de se faire du mal.
Le 29 janvier 2006, Ashley Smith est majeure. Six mois plus tard, en vertu de la Loi sur le système de justice pénale pour les adolescents, une requête est déposée pour la transférer dans un établissement pour adultes. Elle engage un avocat pour contester le transfert, mais sans succès. Transférée le 5 octobre 2006 au Centre correctionnel régional de Saint John (CCRSJ), elle passe la majeure partie de son incarcération à l'isolement ; elle reçoit des coups de tasers à deux reprises et est gazée une fois de gaz poivre. Le 31 octobre 2006, Smith a été transférée à l'établissement NOVA pour femmes à situé à Truro, en Nouvelle-Écosse (il s'agit d'une prison fédérale à niveau de sécurité multiples). En 2007, Ashley Smith est transférée un total de 17 fois vers huit institutions fédérales sur une période de 11 mois.

## Sa mort
Alors qu’elle se trouve dans la prison pour femmes de Grand Valley de Kitchener , elle demande le 16 octobre 2007 son internement dans un établissement psychiatrique. Deux jours plus tard, elle est officiellement placée sous surveillance pour risque de suicide. Aux premières heures du 19 octobre 2007, elle est filmée en train de se mettre une ligature autour de son cou, un acte d'automutilation qu'elle a déjà commis plusieurs fois par le passé. Les gardes n'interviennent que 45 minutes plus tard, et constatent son décès.
Le 25 octobre 2007, trois surveillants pénitentiaires et un superviseur de l'établissement pour femmes de Grand Valley sont accusés de négligence criminelle ayant entraîné la mort. La directrice de la prison et son adjointe sont licenciés, mais la directrice sera discrètement réembauchée un an après. Les charges contre ses collaborateurs sont abandonnées. Le 8 octobre 2009, la famille de Smith intente un procès pour mort injustifiée contre le Service correctionnel du Canada et exige 11 millions de dollars canadiens de dommages et intérêts. En mai 2011, cette affaire se règle finalement à l'amiable en mai 2011. Le montant de la transaction n'est pas divulgué.
Après la mort d’Ashley Smith, sa mère devient une militante pour le changement au système carcéral canadien, afin d’éviter des tragédies similaires à d’autres familles. Elle collabore avec la sénatrice Kim Pate, également défenseure des droits des prisonniers.

## Documentaires deThe Fifth Estate

### Out of Control
L'émission The Fifth Estate de CBC News Network diffuse, le 8 janvier 2010, un film documentaire intitulé Out of Control qui relate cette affaire. La journaliste d'investigation canadienne Hana Gartner (en) y décrit Ashley Smith comme une adolescente placée dans un centre pour jeunes délinquants pendant un mois, en 2003, après avoir jeté des pommes sur un facteur. Elle est à l'isolement du fait de son indiscipline, dès de son premier jour de détention et y reste finalement près de quatre ans, jusqu'à sa mort en 2007. Souvent violente et imprévisible, son comportement agité et la force nécessaire pour la maîtriser ont été filmés et enregistrés, puis consignés sur des registres quotidiens. Ashley Smith tente de s'asphyxier à de nombreuses reprises parfois jusqu'à l'inconscience ; les agents pénitentiaires qui interviennent pour la maîtriser sont souvent attaqués par l'adolescente, parfois avec des armes qu'elle a fabriquées et dissimulées.

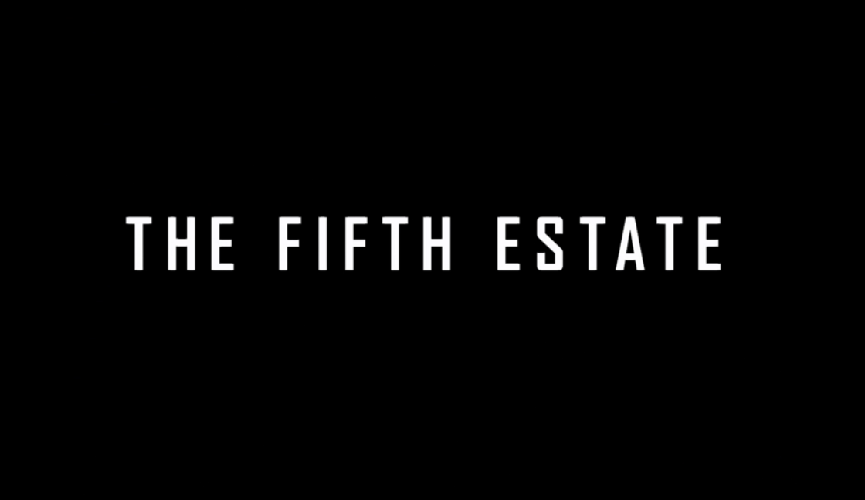
Logo de l'émission The Fifht Estate.

L'usage fréquent de la force est devenue une source d'inquiétude pour les responsables de l'établissement. Selon un document interne obtenu et partiellement lu à voix haute par Gartner, les administrateurs du Service correctionnel du Canada demandent aux surveillants de ne plus réagir aux tentatives d'auto-étranglement de Smith, « de l'ignorer, même si elle s'étouffe ». Les responsables du SCC la transfèrent à plusieurs reprises vers d'autres établissements, empêchant ainsi l'application d'une loi canadienne qui exige un examen obligatoire des détenus placés à l'isolement pendant plus de soixante jours.
Après le décès de la détenue et le licenciement des surveillants et des quatre encadrants impliqués, les quatre cadres de l'administration pénitentiaire sont accusés d'homicide par négligence. Le porte-parole du syndicat des surveillants affirme que ces personnels étaient des « boucs émissaires » et qu'il « Il y a eu des directives données chaque jour par les plus hauts niveaux de l'administration au personnel de première ligne », dont l'ordre de ne pas entrer dans la cellule d'Ashley Smith
À la fin du documentaire, la mère d'Ashley soulève la question de la responsabilité : « Qui a donné cet ordre ?... Qui a donné l'ordre de garder cette enfant, nous parlons d'une enfant dans le centre pour jeunes, isolée pendant une telle durée ? Qui a donné l'ordre de ne pas intervenir tant qu'elle respire encore ? ». Les quatre surveillants ont vu les charges portées à leur encontre abandonnées et sont réintégrés dans le personnel pénitentiaire. Le Service pénitentiaire du Canada considère cette affaire comme close et refuse toute entrevue avec la journaliste de CBC, tant qu'une action en justice était en cours.

### Behind the Wall
Un second film documentaire intitulé Behind the Wall est diffusé le 12 novembre 2010 et examine un autre cas similaire. Ce documentaire parle également le conflit de deux ans entre The Fifth Estate et le SCC pour diffuser davantage d'images des derniers jours d'Ashley Smith.

## Enquêtes judiciaires

### L'Enquête de 2011
La première enquête du coroner sur la mort de la jeune fille débute en mai 2011. Initialement menée par la coroner en chef adjointe Bonita Porter, cette enquête est l'objet de contestations, notamment par la famille de la victime ce qui retard son début de 6 mois. À la suite de cette contestation, la portée de l’enquête est élargie pour couvrir l'ensemble de la période d’incarcération d'Ashley Smith dans les prisons du gouvernement fédéral. De plus, un panel de juges de la Cour divisionnaire de l’Ontario a statué en mai 2011 que Porter n’aurait pas dû exclure la preuve vidéo de la sédation forcée de Smith à l’établissement Joliette au Québec. Le 21 juin 2011, les procédures de l'enquête sont suspendues jusqu'au 12 septembre de la même année ; la raison invoquée de ce retard est de permettre la diffusion sur le Web de la procédure. Fin juin 2011, Porter a été remplacée comme coroner président, apparemment en raison de sa retraite imminente en novembre 2011 ; le coroner président remplaçant était John R. Carlisle. Le remplacement soudain et inattendu a conduit la famille de Smith à accuser officiellement le coroner en chef d'interférer dans l'enquête sans base légale ; Porter avait apparemment indiqué qu'elle rendrait trois décisions en suspens en juillet, quelques jours avant l'annonce de son remplacement. L'enquête reprend le 12 septembre 2011, pour être suspendue une fois de plus sept jours plus tard, lorsque l'avocat de la famille Smith conteste au nouveau coroner le droit de poursuivre les investigations et demande un nouveau procès. Le 30 septembre 2011, le Bureau du coroner de l’Ontario met officiellement fin aux investigations et révoque le jury.

### L'Enquête de 2012
Les audiences de requête pour l'enquête ont eu lieu les 23 et 24 octobre 2012. Les avocats du Service correctionnel du Canada ont déposé une requête pour sceller les vidéos et les documents relatifs à la contention et à la sédation forcées de l'adolescente pendant son incarcération à l'établissement pénitentiaire de Québec. Lorsque la requête est par le coroner président, les avocats du gouvernement ont demandent un sursis à statuer, auprès de la Cour divisionnaire de l'Ontario. Cette requête est rejetée, et les vidéos et les documents sont mis à la disposition des enquêteurs.
De plus, trois médecins impliqués dans le suivi médical de l'adolescente pendant son incarcération contestent l'élargissement de l'enquête pour inclure des événements survenus à l'extérieur de la province de l'Ontario. Le coroner président Carlisle rejettent cette requête en même temps que celle du Service correctionnel du Canada, mais accorde aux médecins de l'extérieur de la province le droit de participer à l'enquête lorsqu'ils ont accepté de témoigner volontairement lors des procédures d'enquête.
Les audiences formelles débutent le 13 janvier 2013 pour une durée estimée entre entre six mois et un an. Le jury, composé de cinq femmes, entend plus de 100 témoins et prend connaissance de 8 000 documents au cours de l'instruction.
Le 22 janvier 2013, les jurés voient de 45 minutes filmée par le surveillant pénitentiaire Valentino Burnett montrant l'a jeune fille s'attachant le cou, s'asphyxiant et la réaction de ses gardiens. Interrogé sur cette réaction, Valentino a admis que « dans un monde parfait », les surveillants seraient intervenus pour secourir la jeune fille.
Début décembre 2013, après plus d'un an de procédure et plus de 12 000 pages de preuves, le coroner président demande au jury de commencer ses délibérations et de revenir avec un verdict et des recommandations pour empêcher qu'un tel événement ne se reproduise.
Le 19 décembre 2013, le jury conclut à une homicide dans l'affaire Ashley Smith, en indiquant que les actions d'autrui ont contribué à ce décès, sans toutefois mentionner une responsabilité pénale ou civile. Le jury formule par ailleurs 104 recommandations, la plupart visant à suggérer des moyens d'améliorer la prise en charge des des détenus souffrant de troubles mentaux par le système correctionnel canadien. Le jury recommande en particulier l'interdiction de l'isolement à durée indéterminée.

## Suites de l'Affaire

### Suites politiques

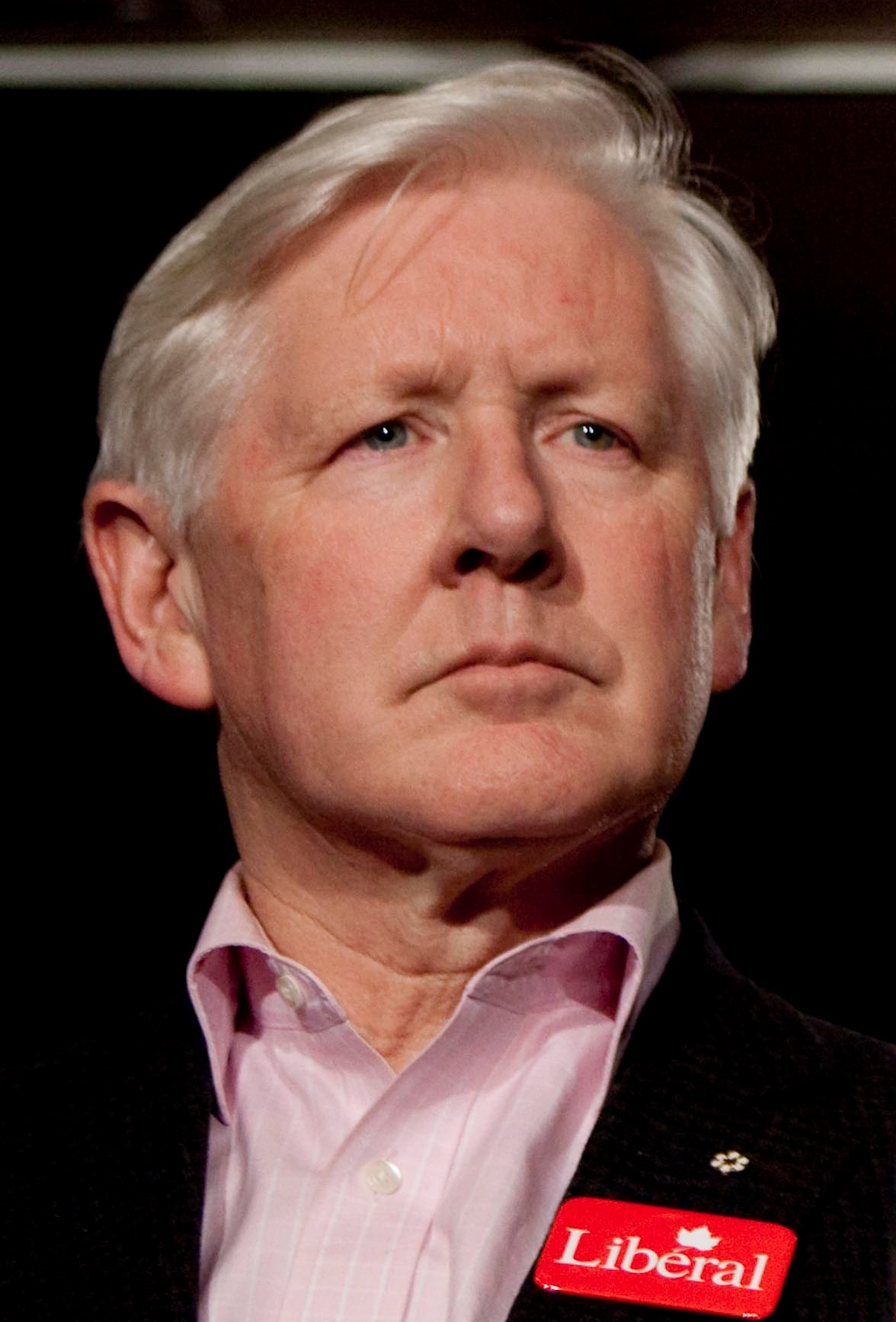
Bob Rae en 2011.

En novembre 2012, l'affaire Ashley Smith commence à impacter la politique fédérale canadienne. Après la diffusion publique d'une vidéo montrant le traitement de l'adolescente pendant son incarcération, le chef intérimaire du Parti libéral fédéral, Bob Rae, présente le cas au Parlement pendant et demande pourquoi le gouvernement tente de restreindre la portée de l'enquête par le biais d'une contestation judiciaire contre le Service correctionnel du Canada. Le premier ministre Stephen Harper répond que le gouvernement n'interférera pas dans l'enquête, et le ministre de la Sécurité publique, Vic Toews, indique plus tard que les responsables du Service correctionnel du Canada ont reçu l'ordre de coopérer à cette procédure. Cependant, Toews a ensuite contredit la position officielle du gouvernement, ce qui suscite de vives critiques de la part des députés libéraux et néo-démocrates de l'opposition lorsqu'il a suggère que, dans cette affaire, Ashley Smith n'est « pas la victime ». Bob Rae demande, le 8 novembre 2012, la tenue d'une enquête publique officielle sur les conditions de détention de l'adolescente, ainsi que sur le traitement des délinquants atteints de troubles mentaux par le système carcéral canadien, après avoir conclu publiquement que le gouvernement ne divulguera pas toutes les informations qu'il détient concernant cette affaire.

### Suites sociétales
Après le rendu du verdict, en décembre 2013, Steven Blaney, alors ministre de la Sécurité publique, déclare qu'il a demandé à ses services d'examiner attentivement les recommandations du jury. Un an après le verdict, l'Association canadienne des Sociétés Elizabeth Fry constate qu'une seule des 104 recommandations a été suivie : l'ouverture de deux lits dans une unité psychiatrique de l'Hôpital de Brockeville. Le recours à l'isolement pour les détenus difficile n'a pas diminué. En 2018, l'ex-défenseur des enfants et de la jeunesse du Nouveau-Brunswick Bernard Richard note que la culture reste difficile à changer au Nouveau-Brunswick , où Ashley Smith avait débuté sa détention : même si le pistolet à impulsion électrique n'est plus utilisé pour maîtriser les adolescents et le recours à l'isolement dure moins longtemps, les jeunes souffrant de troubles psychologiques sont toujours incarcérés. 

### Sciences sociales
Quatre ans après la clôture de l'affaire, une équipe de chercheurs canadiens composée de Stuart J. Murray, Sarah Burgess et Dave Holmes étudient cette affaire sous ses aspects biopolitiques. Ils en concluent que « la mort d’Ashley Smith révèle dans quelle mesure le système correctionnel renie la manière dont il « livre la mort » tout en désavouant du même coup sa propre violence ». Par ailleurs, d'autres chercheurs, en étudiant l'impact de la Loi sur le Système de Justice Pénale pour les Adolescents de 2003, concluent que si la réforme a permis de déjudiciariser les sanctions infligées aux jeunes qui en sont à leur premier délits, elle rend aussi plus difficile la détection des adolescents atteints de troubles mentaux qui arrivent plus tardivement dans les services de soins compétents, alors que leurs troubles psychiques sont profondément ancrés, le cas d'Ashley Smith demeurant un exemple de ce genre de difficultés.